# 8445-ös mellékút (Magyarország)
A 8445-ös számú mellékút egy rövid. alig több mint 3 kilométer hosszú, négy számjegyű országos közút Vas vármegyében.

## Nyomvonala

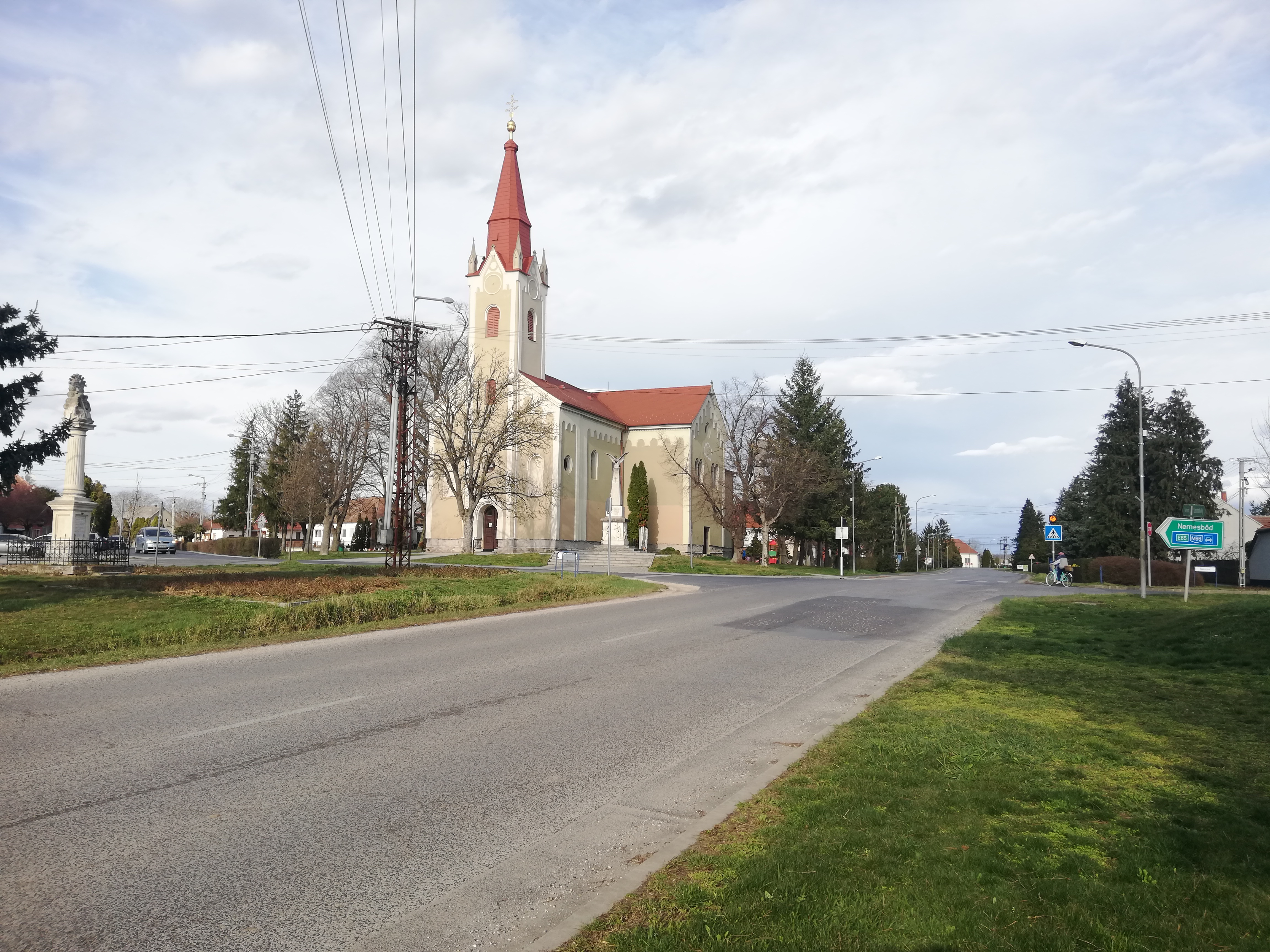
Kiágazása (a templom előtt balra) a 8443-as útból, Vép központjában

Vép központjában ágazik ki a 8443-as útból, annak 15+150-es kilométerszelvénye közelében, észak felé. Belterületi szakasza a Kassai utca nevet viseli, így keresztezi – bő 600 méter megtétele után – a Hegyeshalom–Porpác-vasútvonal és a Székesfehérvár–Szombathely-vasútvonal közös szakaszát, de előbb még kiágazik belőle kelet felé a 84 328-as számú mellékút, Vép vasútállomásra. A keresztezéstől északra már külterületek között folytatódik, 2,8 kilométer után pedig eléri az M86-os autóutat, aminek a nyomvonalát felüljárón, csomóponttal keresztezi. A csomópont átkötő útjai nagyrészt már Nemesbőd területén húzódnak, és a 8445-ös út is e község külterületei között folytatódik. Ott is ér véget, beletorkollva a 86-os főútba, annak a 89+250-es kilométerszelvénye közelében.
Teljes hossza, az országos közutak térképes nyilvántartását szolgáló kira.gov.hu adatbázisa szerint 3,214 kilométer.

## Települések az út mentén
- Vép
- (Nemesbőd)